# Glycera alba
Glycera alba is een borstelworm uit de familie Glyceridae.
De wetenschappelijke naam van de soort werd in 1776 gepubliceerd door Otto Friedrich Müller.